# Semiothisa incolorata
Semiothisa incolorata är en fjärilsart som beskrevs av Dyar 1904. Semiothisa incolorata ingår i släktet Semiothisa och familjen mätare. Inga underarter finns listade i Catalogue of Life.